# Rudolf Scholder
Rudolf Scholder (Winterlingen, 15 de junho de 1896 (128 anos) – Pforzheim, 20 de dezembro de 1973) foi um químico alemão.

## Vida e obra
Foi soldado na Primeira Guerra Mundial. Estudou depois Química em Tübingen e Würzburg.
Em 1922 obteve um doutorado em Würzburg, orientado por Rudolf Friedrich Weinland, com a tese Über Antimonsäure-Benzkatechinverbindungen. Em 1924 foi assistente de Rudolf Pummerer em Greifswald. Em 1926 foi para a Universidade de Erlangen, onde foi assistente de química inorgânica e obteve em 1927 a habilitação, com o trabalho Über Oxalat-Komplexe.
Em 1937 foi professor ordinário de química e diretor do Instituto de Química da T.H. Karlsruhe.
Em 1945 começou a reconstruir seu instituto, destruído durante a  Segunda Guerra Mundial. Em 1954–1956 foi reitor da T.H. Karlsruhe.
É pai do professor de teologia Klaus Scholder (1930–1985) da Universidade de Tübingen.
Em 1961 foi eleito membro da Academia de Ciências de Heidelberg.